# Treehouse of Horror (эпизод)
«Treehouse of Horror» (с англ. — «Домик ужасов на дереве»); изначально «Симпсоны: специальный Хеллоуинский выпуск») — третий эпизод второго сезона мультсериала «Симпсоны», премьера которой состоялась 25 октября 1990 года на канале Fox в США. Он является первым среди специальных выпусков «Симпсонов», посвящённых Хэллоуину.

## Сюжет
В начале серии Мардж Симпсон выходит из-за кулис и предупреждает, что серия будет страшная и советует родителям отвести детей от экранов. После этого камера пролетает через Спрингфилдское кладбище, могильные камни в нём имеют интересные надписи. Например в данной серии это были: Иезекииль Симпсон, Измаил Симпсон, Корнелиус В. Симпсон, Гарфилд, Grateful Dead, Каспер, Элвис, Ваше имя здесь, Пол Маккартни, Диско.
Барт и Лиза с Мэгги рассказывают страшилки, а Гомер подслушивает их рассказы.

### «Дом страшных снов»
(англ. Bad Dream House)
Симпсоны купили особняк на уступе скалы. Мардж удивляло то, что дом был отдан им по дешёвке. Гомер же говорит, что это дело продавца. При этом сам зритель видит, что по всей комнате летают книги. Вдруг они слышат замогильный голос, который говорит: «Убирайтесь!» Затем Мардж заходит на кухню и видит, что по стенам течёт кровь. В одной из стен она видит вортекс-проход в другое измерение. В то же время из гостиной слышны крики Барта. Мардж решает уехать из этого дома, однако Гомер отговаривает её. Они решают остаться там на одну ночь.
В то время, пока Мардж делала себе бутерброд, Гомер, Барт, Лиза и Мэгги, убеждённые таинственным голосом в том, что все против них, уже готовы искромсать друг друга. Лишь Мардж удаётся остановить их. Мардж велела всем немедленно собираться, и как Гомер ни отговаривал её, она была непреклонна. В этот же момент Лиза открывает дверь в подвал и видит, что дом был построен на индейском кладбище. Стало ясно происхождение таинственного голоса и всех странностей, происходящих в доме. Они вновь слышат возглас «Убирайтесь!». Мардж начинает спорить с «голосом», говорит, что им придётся жить вместе. Голос просит немного времени подумать, и в результате дом самоуничтожается.

### «Голодные прокляты»
(англ. Hungry are the Damned)
Симпсоны проводят у себя на заднем дворике пикник. Вдруг они видят, что к их двору подлетает НЛО. Все они попадают внутрь него. Их приветствуют два зелёных пятнистых инопланетянина с щупальцами: Кэнг и Кодос. Кэнг говорит, что землянам нечего бояться, и что они все полетят на родную планету инопланетян Ригель 7, где они будут жить в вечном счастье. Инопланетяне часто кормят Симпсонов и даже взвешивают их, в результате чего Лизе начинает казаться, что инопланетяне решили откормить их, чтобы потом съесть. Она находит книгу с названием «Как приготовить человека» (англ. How to cook humans). Однако инопланетянин, увидевший Лизу с книгой, говорит, что на ней просто много пыли и очищает её, в результате чего название книги меняется на «Как приготовить для человека» (англ. How to cook for humans). Лиза говорит, что на книге есть ещё пыль, сдувает её и оказывается, что название книги — «Как приготовить сорок человек» (англ. How to cook for ty humans). Кэнг сдувает с книги остатки пыли и оказывается, что её настоящее название — «Как приготовить для сорока человек» (англ. How to cook for forty humans). Инопланетяне очень удивились тому, что люди подумали, будто против них замышляется что-то плохое. Вся семья Симпсонов высаживается обратно на Землю.

### «Ворон»
(англ. The Raven)
Сюжет данного эпизода полностью основан на одноимённом стихотворении Эдгара Алана По «Ворон». Но, естественно, в нём есть немного из «Симпсонов». Так, лицо ворона и его волосы скопированы с Барта, а человек, в дом которого влетает ворон, — Гомер.
В озвучке REN-TV стихотворение приведено в переводе Михаила Зенкевича.

### Конец
Барт, Лиза и Меги пошли спать, даже не испугавшись страшилок. Но зато Гомер испугался и когда лег, то в окне он увидел ворона из страшилки «Ворон». Мардж взялась успокаивать Гомера.